# Talonban (Így jártam anyátokkal)
 A Talonban az Így jártam anyátokkal című televízió-sorozat ötödik évadának tizenhatodik epizódja. Eredetileg 2010. március 1-jén vetítették, míg Magyarországon 2010. október 25-én.
Ebben az epizódban Tedet "talonba" rakják, azaz tartalékolják arra az esetre, ha az álompasi nem jönne össze. A többiek eközben mind megosztják egymással a saját talonba rakós élményeiket.  

## Cselekmény
Jövőbeli Ted azt mondja, hogy a legtöbb szerelmes története pozitív és általában véve jó fiút játszott bennük, de a most következőben igazi bunkó volt. Elújságolta a többieknek, hogy áthív magához egy lányt valamilyen ürüggyel. Barney látja, hogy csalit használ, amivel horogra akaszthatja a nőt, és bemutatja a szerinte legjobbat: egy minimalacot. Tednek megtetszik és kölcsönkéri az állatot. Később Ted elmeséli mindenkinek, hogy a malac majdnem bevált, tetszett is a lánynak, Tiffanynak, de ő azt mondta, hogy nem lehet köztük semmi – most még. A többiek azonnal átlátnak a dolgokon, és közlik Teddel, hogy talonba rakták – azaz félretették őt későbbre, arra az esetre, ha nem jönne össze azzal a másvalakivel, aki most jobban érdekli őket.
Mindannyian hoznak egy-egy példát. Marshall a középiskolában talonba volt rakva, a "titkos szerelme" volt egy lánynak, aki igazából csak megíratta vele a háziját. Robin a kameramanjét szédítette, Lily pedig a gimis barátjának, Scooternek nem tudja megmondani, hogy köztük soha többé nem lehet semmi (Scooter az óvoda éttermében dolgozik). Ted mindazonáltal nem hisz nekik, és vár Tiffanyra. Mikor megjelenik a bárban a barátnőivel, Barney szíve is felderül, ők ketten ugyanis orvoslátogatók, és eddig ebben a generációban nem voltak még szexi csajok e foglalkozásban.
Csakhohgy mindeközben Ted talonba rakott egy másik lányt, Henriettát, aki az egyetemen könyvtáros. Henrietta pont úgy viselkedik Teddel, mint ahogy Ted Tiffanyval: odáig van érte, amit a másik nem vesz fel. Amikor Tiffany egy esküvőre hívja magával Tedet, ezt Ted jelként értelmezi, hogy összejöhetnek. Csakhogy ekkor látja meg, hogy Tiffany igazából odáig van az esküvői tanúért, aki talonba rakta őt. Ted bosszúsan hagyja ott az esküvőt és úgy gondolja, legalább Henriettát nem akarja megbántani. El is megy hozzá, de tévedésből nála van a tanú kabátja, benne a gyűrűvel. Amikor becsönget Henriettához, lehajol bekötni a cipőfűzőjét, ekkor kiesik a gyűrű a zsebéből, és ahogy utánakap, nyílik az ajtó: Henrietta azt hiszi, megkérték a kezét. Azonnal igent mond és bemutatja az éppen ott lévő szüleinek. Tednek szégyenkezve kell bevallania, hogy ez nem az, aminek látszik, és hogy nem lehet köztük semmi.
Eközben Marshall próbálja rávenni Lilyt, hogy mondja meg Scooternek: köztük soha nem lehet semmi. De ez nem egyszerű, mert minden ilyen alkalommal Scooter bociszemekkel néz. Marshall a minimalaccal gyakoroltatja Lilyt, aki végül megmondja Scooternek, hogy köztük sosem lesz semmi – ám ekkor Marshall nem bír magával, és bekiabál hátulról: most még.
Barney végül csalódik, mert az orvoslátogatók közt is megjelennek az öregek és csúnyák, de némi otthagyott gyógyszer "segedelmével" is izgatottan várja, hol bukkannak még fel szexi csajok.

## Kontinuitás
- Az, hogy Scooter még mindig szerelmes Lilybe, a "Valami kölcsönvett" című részben szerepel, a "Bocs, tesó" című részből pedig kiderül, hogy döntötte el, hogy éttermi munkát vállal.
- Barney ismét kamu történelemleckét tart.
- "Az ablak" című részben látott visszaemlékezésben is copfja volt Marshallnak.

## Jövőbeli visszautalások
- A "Persze, hogy..." című részben is felmerül a talon kérdése, ahol is Mike van Anita talonjában.

## Érdekességek
- Ez az epizód kivételes a többihez képest, mert élő közönség előtt vették fel – magát a sorozatot elég nehéz is lenne másként, az állandó időbeli ugrálások miatt.
- Kourtney Kang író szerette volna, ha Barney kelléktárában ott lett volna a Kincsvadászok című filmből ismert csontorgona, amivel felcsábítja magához a nőket. Sajnos ez kimaradt, mert túl macerás lett volna a felhasználáshoz beszerezni az engedélyt.
- Az ebédlőben dolgozó Scootert játszó David Burtka a való életben catering szolgáltatással foglalkozik.

## Vendégszereplők
- Carrie Underwood - Tiffany
- David Burtka - Scooter
- Catherine Reitman - Henrietta
- Brooke Mackenzie - Lisa Walker
- Valorie Hubbard - Gladys Reynolds
- Jeff Leaf - Jack
- Garrett Nichols - apa
- Ron Nicolosi - Mike
- Tiara Parker - Diana
- Roz Witt - anya